# (10024) Marthahazen
(10024) Marthahazen est un astéroïde de la ceinture principale.

## Description
(10024) Marthahazen est un astéroïde de la ceinture principale. Il fut découvert le 10 mars 1980 à Harvard par l'observatoire de l'université Harvard. Il présente une orbite caractérisée par un demi-grand axe de 2,45 UA, une excentricité de 0,09 et une inclinaison de 2,0° par rapport à l'écliptique.
Il a été nommé en l'honneur de l'astronome américaine Martha Hazen.

## Compléments